# زندگی من (فیلم)
زندگی من (به انگلیسی: My Life) فیلمی از بروس جوئل روبین با بازی مایکل کیتون و نیکول کیدمن، که در سال ۱۹۹۳ ساخته شد. این فیلم نخستین تجربه کارگردانی بروس جوئل روبین است.

## داستان
باب جونز به علت ابتلا به بیماری سرطان چند ماه بیشتر از زندگی اش باقی نمانده، از طرفی همسر وی گیل حامله است. باب تصمیم می‌گیرد که برای فرزند به دنیا نیامده‌اش زندگی‌اش را نقل کند، که این کار باعث تغییرات بسیاری در زندگی باب می‌شود. فیلم آخرین لحظات زندگی فردی را به تصویر می‌کشد که امیدوار به زنده بودن است.

## بازیگران
- مایکل کیتون در نقش باب جونز
- نیکول کیدمن در نقش گیل
- برادلی وایتفورد در نقش پال
- کویین لطیفه در نقش ترزا
- مایکل کنستانتین در نقش بیل
- ربکا شول در نقش رز
- مارک هولتون در نقش سام
- هاینگ اس. انگور در نقش آقای هو